# Herb Asturii

Herb Asturii

Herb Asturii przedstawia na tarczy w polu błękitnym złoty Krzyż Zwycięstwa, który według legendy był przez Pelagiusza, założyciela monarchii Asturii, niesiony przed wojskiem w czasie bitwy z muzułmanami pod Covadongą w VIII wieku.
Po bokach tarczy łaciński napis "Hoc signo tuetur pius. Hoc signo vincitur inimicus" (pol. Ten symbol chroni pobożnych. Ten symbol zwycięża wrogów).
Obecnie ten niemal metrowej wysokości, złoty, wysadzany kamieniami krzyż z relikwiarzem, jest przechowywany w katedrze w Oviedo.
W herbie zawieszone są na krzyżu greckie litery alfa i omega, symbolizujące Chrystusa jako początek i koniec.
Herb ustanowiony w 1815 roku, jako herb Księstwa Asturii przyjęty został 27 kwietnia 1984 roku.